# Matupá Airport
Matupá Airport (engelska: Orlando Villas-Bôas Regional Airport) är en flygplats i Brasilien.   Den ligger i kommunen Matupá och delstaten Mato Grosso, i den centrala delen av landet, 1 000 km nordväst om huvudstaden Brasília. Matupá Airport ligger 275 meter över havet.
Terrängen runt Matupá Airport är platt. Trakten runt Matupá Airport är nära nog obefolkad, med mindre än två invånare per kvadratkilometer..
Omgivningarna runt Matupá Airport är huvudsakligen savann.